# 扎羅文卡
50°51′55″N 27°41′26″E / 50.86528°N 27.69056°E
扎羅文卡（烏克蘭語：Заровенка），是烏克蘭北部的村莊，隸屬日托米爾州的茲維亞赫爾區。該村面積0.7平方公里，海拔高度208米，2001年人口140，人口密度每平方公里201.44人。